# Ferrières-les-Bois
Ferrières-les-Bois település Franciaországban, Doubs megyében. Lakosainak száma 326 fő (2022. január 1.). Ferrières-les-Bois Corcelles-Ferrières, Saint-Vit és Mercey-le-Grand községekkel határos.

## Népesség
A település népességének változása:
| Lakosok száma | 111  | 244  | 249  | 316  | 318  | 318  | 320  | 317  | 320  | 326  |
|               | 1968 | 1982 | 1990 | 2006 | 2013 | 2015 | 2017 | 2019 | 2020 | 2022 |